# Arymilla Marne

De vlag van Huis Marne

Arymilla Marne is in de boekenserie Het Rad des Tijds, geschreven door Robert Jordan, een edelvrouwe van Andor, Hoogzetel van het huis Marne.
Het is bekend dat Arymilla zich tijdens de Opvolging - in feite een strijd om de Andoraanse kroon - tegen Morgase Trakand verzette. Later verzoende ze zich met de vrouw.
Na de schijnbare dood van Morgase en de verovering van Caemlin door de Herrezen Draak Rhand Altor probeert ze bij Rhand in de gunst te komen. Later ontvlucht ze de stad om haar eigen leger te verzamelen wanneer Elayne Trakand terugkeert en de troon claimt.
Met steun van vijf andere machtige Andoraanse Huizen verklaart ze zich koningin. Ze wordt daarmee de rivaal van Elayne Trakand en laat haar leger Caemlin belegeren. Ondanks haar grotere aantallen komt ze niet door de muren heen. Elayne weet haar uiteindelijk in een veldslag te verslaan. Ze wordt samen met de andere Hoogzetels gevangengezet in het koninklijk Paleis.